# Magomiedrasuł Asłujew
Magomiedrasuł Szachbanowicz Asłujew (ros. Магомедрасул Шахбанович Аслуев; ur. 4 maja 2001) – rosyjski, a od 2022 roku bahrajński zapaśnik, dagestańskiego pochodzenia, walczący w stylu wolnym. Zajął 41. miejsce na mistrzostwach świata w 2023 roku.
Dziesiąty na igrzyskach azjatyckich w 2022. Brązowy medalista mistrzostw Azji w 2023 i 2025. Mistrz arabski w 2022 roku.